# Кутерево
Кутерево је насељено мјесто у Лици. Припада граду Оточцу, Личко-сењска жупанија, Република Хрватска.

## Географија
Кутерево је удаљено око 15 км југозападно од Оточца. У Кутереву се налази прихватилиште за медвједе.

## Култура

### Говор
Становници Кутерева углавном говоре чакавским нарјечјем, као и остала насеља с претежито католичким становништвом Гацке долине.

## Становништво
Према попису из 1991. године, насеље Кутерево је имало 808 становника. Према попису становништва из 2001. године, Кутерево је имало 634 становника. Кутерево је према попису становништва из 2011. године, имало 522 становника.
| Демографија | Демографија | Демографија |
| Година      | Становника  | Становника  |
| ----------- | ----------- | ----------- |
| 1961.       | 935         |             |
| 1971.       | 941         |             |
| 1981.       | 852         |             |
| 1991.       | 808         |             |
| 2001.       | 634         |             |
| 2011.       |             | 522         |

## Попис 1991.
На попису становништва 1991. године, насељено место Кутерево је имало 808 становника, следећег националног састава:
| Попис 1991.‍ | Попис 1991.‍ | Попис 1991.‍ | Попис 1991.‍ | Попис 1991.‍ |
| ----------- | ----------- | ----------- | ----------- | ----------- |
|             |             |             |             |             |
| Хрвати      | Хрвати      |             | 805         | 99,62%      |
| Срби        | Срби        |             | 1           | 0,12%       |
| непознато   | непознато   |             | 2           | 0,24%       |
| укупно: 808 |             |             |             |             |